# Виктория Гогенлоэ-Лангенбург (20-я герцогиня Мединасели)
Виктория Елизавета фон Гогенлоэ-Лангенбург, 20-я герцогиня де Мединасели (исп. Victoria Elisabeth von Hohenlohe-Langenburg; нем. Victoria Elisabeth Prinzessin zu Hohenlohe-Langenburg; род. 17 марта 1997, Малага, Андалусия) — испанско-немецкая аристократка. Принцесса немецкого дома Гогенлоэ-Лангенбург, глава испанского герцогского дома Мединасели.

## Биография
Виктория родилась в Малаге 17 марта 1997 года. Старший ребенок и единственная дочь немецко-испанского дворянина, принца Марко Гогенлоэ-Лангенбурга (1962—2016), и Сандры Шмидт-Полекс (род. 1968). 
В 2004 году её отец и мать развелись. У Виктории есть младший брат, принц Александр Гонсало, 14-й герцог де Сьюдад-Реаль и 13-й маркиз де Наваэрмоса (род. 9 марта 1999). Виктория выросла и провела большую часть жизни в Мюнхене. Оттуда она переехала в Мадрид, где изучает международные отношения в университете IE. Она знает три языка.
По отцовской линии Виктория является внучкой Анны Луизы де Медина, маркизы де Наваэрмоса и графини де Офалия (1940—2012), которая скончалась в 2012 году. Анна Луиза — старший ребенок и единственная дочь Виктории Евгении Фернандес де Кордовы, 18-й герцогини де Мединасели (1917—2013). В 2016 году после смерти своей бабки Виктория унаследовали титул графини де Офалия, в то время как её младший брат Гонсало получил титул маркиза де Наваэрмоса.
После смерти своего отца Марко Гогенлоэ-Лангенбурга в 2016 году (глава дома Мединасели с 2014 года) Виктория Елизавета стала наследницей около сорока дворянских титулов, связанных с домом Мединасели. В 2017 году министерство юстиции Испании официально признало Викторию носительницей пяти герцогских титулов, 16 маркизатов, 17 графских титулов и 4 виконтств. Владея 43 титулами, Виктория Гогенлоэ-Лангенбург является самой титулованной аристократкой в Испании.
14 октября 2023 года в церкви Сан-Мигель, в Херес-де-ла-Фронтера  вышла замуж за финансиста Максима Корнеля Ирибаррена (французско-аргентинского происхождения). Максим — сын Алексиса Корнеля Феррари и Алексии Ирибаррен Росси-Монтеро. Мать жениха Алексия - давняя подруга королевы Нидерландов Максимы, которая присутствовала на свадьбе с мужем королем Нидерландов Виллемом-Александром.

## Титулы, стили, почести и герб

### 43 титула

#### Герцогства
- Герцогиня де Мединасели (грандесса Испании)[3]
- Герцогиня де Алькала-де-лос-Гасулес (грандесса Испании)[4]
- Герцониня де Каминья (грандесса Испании)[5]
- Герцогиня де Дения (грандесса Испании)[6]
- Герцогиня де Тарифа (грандесса Испании)[7]

#### Маркизаты
- Маркиза де Сильеруэло[8]
- Маркиза де Сан-Мигель-дас-Пенас-и-ла-Мота[9]
- Маркиза де Айтона (грандесса Испании)[10]
- Маркиза де Камараса (грандесса Испании)[11]
- Маркиза де ла Торресилья (грандесса Испании)[12]
- Маркиза де Прьего (грандесса Испании)[13]
- Маркиза де Алькала де ла Аламеда[14]
- Маркиза де Комарес[15]
- Маркиза де Дения[16]
- Маркиза де Лас-Навас[17]
- Маркиза де Малагон[18]
- Маркиза де Монтальбан[19]
- Маркиза де Тарифа[20]
- Маркиза де Вильяфранка[21]
- Маркиза де Вильяреаль[22]

#### Графства
- Графиня де Офалия[23]
- Графиня де Сан-Мартин-де-Ойос[24]
- Графиня де Санта-Гадея (грандесса Испании)[25]
- Графиня де Алкотин[26]
- Графиня де Амаранте[27]
- Графиня де Кастрохерис[28]
- Графиня де Осона[29]
- Графиня де Прадес[30]
- Графиня дель-Риско[31]
- Графиня де Арамайона[32]
- Графиня де Буэндия[33]
- Графиня де Кастельяр[34]
- Графиня де Косентайна[35]
- Графиня де Медельин[36]
- Графиня де лос-Моралес , и аделантадо Андалусии[37]
- Графиня Мориана-дель-Рио[38]
- Графиня де Валенса и Вальядарес[39]
- Графиня де Вильяалонсо[40]

#### Виконтства
- Виконтесса де Бас[41]
- Виконтесса дле Кабрера[42]
- Виконтесса де Линарес[43]
- Виконтесса де Вильямур[44]

### Стили
- 17 марта 1997 — 26 мая 2016: Её светлость Принцесса Виктория де Гогенлоэ-Лангенбург
- 26 мая 2016 — 8 мая 2017: Её превосходительство Графиня де Офалия
- 8 мая 2017 — настоящее время: Её превосходительство Герцогиня де Мединасели.